# Черёмушкинский сельсовет (Алтайский край)
Черёмушкинский сельсовет — упразднённое муниципальное образование со статусом сельского поселения и административно-территориальное образование в Залесовском районе Алтайского края России. Административный центр — село Черёмушкино.
С 1 апреля 2021 года Черёмушкинский сельсовет как муниципальное и административно-территориальное образование упразднён в связи с преобразованием Залесовского муниципального района в муниципальный округ.

## Население
| 1997  | 1998  | 1999  | 2000  | 2001  | 2002  |
| ----- | ----- | ----- | ----- | ----- | ----- |
| 2106  | ↘2050 | ↘2032 | ↘2005 | ↘1962 | ↘1849 |
| 2003  | 2004  | 2005  | 2006  | 2007  | 2008  |
| ↘1770 | ↘1665 | ↗1675 | ↘1660 | ↘1616 | ↗1629 |
| 2009  | 2010  | 2011  | 2012  | 2013  | 2014  |
| ↘1602 | ↘1447 | ↘1444 | ↘1396 | ↘1352 | ↘1329 |
| 2015  | 2016  | 2017  | 2018  | 2019  | 2020  |
| ↘1290 | ↘1269 | ↘1258 | ↘1235 | ↘1227 | ↘1212 |
| 2021  |       |       |       |       |       |
| ↘1175 |       |       |       |       |       |

По результатам Всероссийской переписи населения 2010 года, численность населения муниципального образования составила 1447 человек, в том числе 676 мужчин и 771 женщина. Оценка Росстата на 1 января 2012 года — 1396 человек.

## Населённые пункты
В состав сельского поселения входили пять населённых пунктов:
- село Видоново,
- село Восход,
- село Камышенка,
- село Малый Калтай,
- село Черёмушкино.